# Monte Arfak
O monte Arfak é uma montanha situada na Indonésia. É a mais alta montanha da província da Papua Ocidental e das montanhas Arfak, com 2955 m de altitude. Tem proeminência topográfica de 2775 m. Fica na parte nordeste da península da Cabeça de Pássaro. É popular para montanhismo e caminhadas.